# Supernatural (sezonul 2)
Sezonul al doilea Supernatural, un serial de televiziune  american  creat de Eric Kripke, a avut premiera la 28 septembrie 2006 și s-a terminat la 17 mai 2007 după 22 de episoade. Sezonul îi prezintă pe frații Sam (Jared Padalecki) și Dean Winchester (Jensen Ackles) în încercarea acestora de a-l doborî pe Azazel, demonul responsabil pentru moartea mamei acestora, Mary și a tatălui lor John. Ei sunt ajutați de aliați noi: Ellen, Jo și Ash. O parte din planul lui Azazel este în cele din urmă dezvăluit: acela de a-i aduna pe Sam și pe alții cu abilități psihice similare pentru a se lupta reciproc pentru a rămâne cel mai bun, lucru care duce la moartea lui Sam. Dean face un pact cu un demon la o răscruce de drumuri pentru a-l aduce pe Sam înapoi în schimbul sufletului său, care va fi luat peste un an și dus în iad. Azazel deschide un portal spre iad și sute de demoni și de suflete scapă. Are loc confruntare finală a lui Azazel cu Winchester. Cu ajutorul sufletului lui John Winchester, care a scăpat din Iad prin intermediul portalului, Dean îl ucide pe Azazel și portalul este închis. Fratii Winchester și aliații lor trebuie să se ocupe de armata de demoni care a scăpat și de contractul de un an pe care Dean îl are înainte de a fi târât în iad.
Sezonul a fost difuzat în zilele de joi la ora 9:00 pm ET în Statele Unite și a fost primul sezon transmis de rețeaua TV The CW, o fuziune între The WB și UPN. Sezonul anterior a fost difuzat de The WB. A avut o medie de doar cca. 3,14 milioane telespectatori americani, iar serialul a fost în pericol de a nu fi reînnoit cu un al treilea sezon. 
Actorii și echipa de producție au primit mai multe nominalizări la premii, dar episoadele au avut recenzii mixte din partea criticilor. În timp ce a fost lăudată chimia frățească dintre actorii principali și decizia de a încheia povestea principală, structura stereotipă a episoadelor a fost criticată.
Sezonul a fost transmis în Marea Britanie de ITV, în Canada de Citytv și SPACE și în Australia de Network Ten. A fost lansat pe DVD ca un pachet de 6 discuri la 11 septembrie 2007 de către Warner Home Video în Regiunea 1. Deși sezonul a fost împărțit pentru două lansări separate în  Regiunea 2, un pachet complet a fost lansat la 29 octombrie 2007 și în Regiunea 4 la 3 octombrie 2007. Episoadele sunt disponibile și prin distribuitori digitali cum ar fi serviciul iTunes Store de la Apple , Xbox Live Marketplace al Microsoft și Amazon.com.

## Episoade
În tabelul următor, numărul din prima coloană se referă la numărul episodului în cadrul întregii serii, în timp ce numărul din a doua coloană se referă la numărul episodului în cadrul primului sezon "Audiență SUA (milioane)" se referă la cât de mulți americani au vizionat episodul în ziua difuzării sale.
| Nr. în serial | Nr. în sezon | Titlu                                      | Regia           | Scenariu                                                          | Premiera TV        | Cod producție | Audiență SUA (milioane) |
| ------------- | ------------ | ------------------------------------------ | --------------- | ----------------------------------------------------------------- | ------------------ | ------------- | ----------------------- |
| 23            | 1            | „In My Time of Dying”                      | Kim Manners     | Eric Kripke                                                       | 28 septembrie 2006 | 3T5501        | 3.93                    |
| 24            | 2            | „Everybody Loves a Clown”                  | Phil Sgriccia   | John Shiban                                                       | 5 octombrie 2006   | 3T5502        | 3.34                    |
| 25            | 3            | „Bloodlust”                                | Robert Singer   | Sera Gamble                                                       | 12 octombrie 2006  | 3T5503        | 3.78                    |
| 26            | 4            | „Children Shouldn't Play with Dead Things” | Kim Manners     | Raelle Tucker                                                     | 19 octombrie 2006  | 3T5504        | 3.29                    |
| 27            | 5            | „Simon Said”                               | Tim Iacofano    | Ben Edlund                                                        | 26 octombrie 2006  | 3T5505        | 3.65                    |
| 28            | 6            | „No Exit”                                  | Kim Manners     | Matt Witten                                                       | 2 noiembrie 2006   | 3T5506        | 3.38                    |
| 29            | 7            | „The Usual Suspects”                       | Mike Rohl       | Cathryn Humphris                                                  | 9 noiembrie 2006   | 3T5507        | 3.19                    |
| 30            | 8            | „Crossroad Blues”                          | Steve Boyum     | Sera Gamble                                                       | 16 noiembrie 2006  | 3T5508        | 3.16                    |
| 31            | 9            | „Croatoan”                                 | Robert Singer   | John Shiban                                                       | 7 decembrie 2006   | 3T5509        | 3.12                    |
| 32            | 10           | „Hunted”                                   | Rachel Talalay  | Raelle Tucker                                                     | 11 ianuarie 2007   | 3T5510        | 3.24                    |
| 33            | 11           | „Playthings”                               | Charles Beeson  | Matt Witten                                                       | 18 ianuarie 2007   | 3T5511        | 3.44                    |
| 34            | 12           | „Nightshifter”                             | Phil Sgriccia   | Ben Edlund                                                        | 25 ianuarie 2007   | 3T5512        | 3.42                    |
| 35            | 13           | „Houses of the Holy”                       | Kim Manners     | Sera Gamble                                                       | 1 februarie 2007   | 3T5513        | 3.37                    |
| 36            | 14           | „Born Under a Bad Sign”                    | J. Miller Tobin | Cathryn Humphris                                                  | 8 februarie 2007   | 3T5514        | 2.84                    |
| 37            | 15           | „Tall Tales”                               | Bradford May    | John Shiban                                                       | 15 februarie 2007  | 3T5515        | 3.03                    |
| 38            | 16           | „Roadkill”                                 | Charles Beeson  | Raelle Tucker                                                     | 15 martie 2007     | 3T5516        | 3.52                    |
| 39            | 17           | „Heart”                                    | Kim Manners     | Sera Gamble                                                       | 22 martie 2007     | 3T5517        | 3.38                    |
| 40            | 18           | „Hollywood Babylon”                        | Phil Sgriccia   | Ben Edlund                                                        | 19 aprilie 2007    | 3T5518        | 3.25                    |
| 41            | 19           | „Folsom Prison Blues”                      | Mike Rohl       | John Shiban                                                       | 26 aprilie 2007    | 3T5519        | 3.33                    |
| 42            | 20           | „What Is and What Should Never Be”         | Eric Kripke     | Raelle Tucker                                                     | 3 mai 2007         | 3T5520        | 3.11                    |
| 43            | 21           | „All Hell Breaks Loose (Part 1)”           | Robert Singer   | Sera Gamble                                                       | 10 mai 2007        | 3T5521        | 2.90                    |
| 44            | 22           | „All Hell Breaks Loose (Part 2)”           | Kim Manners     | Story by: Eric Kripke & Michael T. Moore Teleplay by: Eric Kripke | 17 mai 2007        | 3T5522        | 2.72                    |

## Legături externe
- Site web oficial
- „Supernatural” la Internet Movie Database
- Lista episoadelor din Supernatural  season 2 la TV.com

- Supernatural la epguides.com